# Премия по физике Мариана Смолуховского и Эмиля Варбурга
Премия по физике Мариана Смолуховского и Эмиля Варбурга (нем. Marian-Smoluchowski-Emil-Warburg-Physikpreis) присуждается каждые два года, начиная с 1997 года, попеременно немецкому и польскому физику. Премия присуждается Немецким физическим обществом и Польским физическим обществом за выдающиеся достижения в области фундаментальной или прикладной физике. Премия составляет 3000 евро и сопровождается серебряной медалью. Вручается в память о Мариане Смолуховском и Эмиле Варбурге, чьи портреты изображены на медали.
Согласно уставу 2007 года, одно из двух обществ вносит предложение о двух или трех физиках, а другое общество осуществляет отбор из предложенных партнёром кандидатур. Физики не обязаны должны быть членами присуждающих премию обществ. Центр работы лауреатов должен находиться в одной из двух стран.
Премия присуждается при поддержке Фонда Мейера Виола (Meyer-Viol-Stiftung).

## Лауреаты премии
- 1997/1998 Анджей Бялас (Andrzej Bialas)
- 1999 Людгер Вёсте (Ludger Wöste)[7]
- 2001 Януш А. Закшевский (Janusz A. Zakrzewski)[8]
- 2003 Фриц Хааке (Fritz Haake)[9]
- 2005 Анджей Варчак (Andrzej Warczak)[10]
- 2007 Анджей Бурас (Andrzej Buras)[11]
- 2009 Анджей Л. Соболевский (Andrzej L. Sobolewski)
- 2011 Петер Фульде (Peter Fulde)[12]
- 2013 Кшиштоф Редлих (Krzysztof Redlich)
- 2015 Вернер Хофманн (Werner Hofmann)[13]
- 2017 Анджей Михал Олесь (Andrzej Michał Oleś)[14]
- 2019 Питер Хэнги (Peter Hänggi)[15]
- 2021 Гжегож Карчевский (Grzegorz Karczewski)[16]
- 2023 не присуждалась